# Mainvault

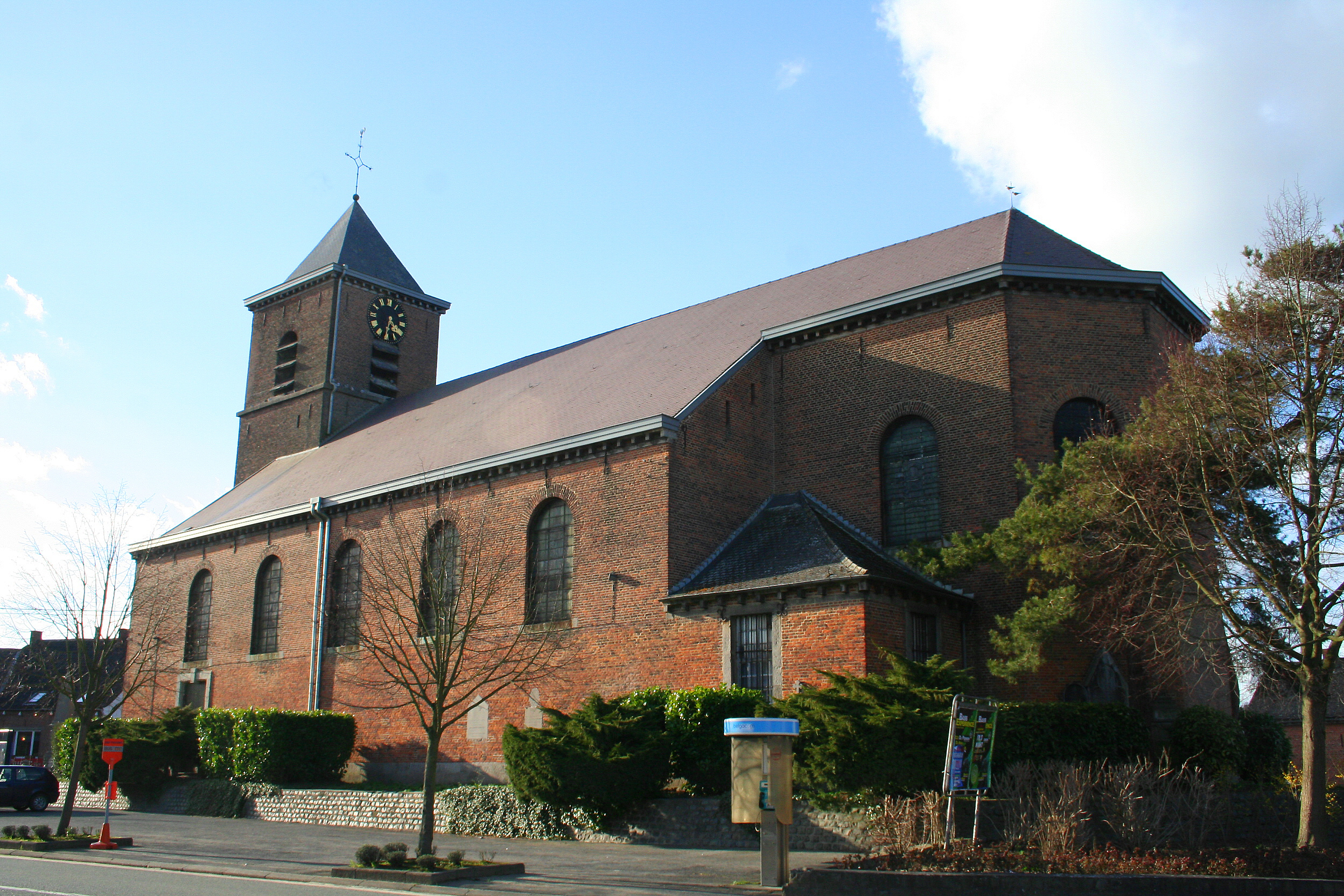
Kerk van Mainvault

Mainvault is een dorp in de Belgische provincie Henegouwen, en een deelgemeente van de Waalse stad Aat.
Mainvault was een zelfstandige gemeente, tot die bij de gemeentelijke herindeling van 1977 toegevoegd werd aan de gemeente Aat.

## Bezienswaardigheden
- De Sint-Pieterskerk (Église Saint-Pierre) is een classicistisch kerkgebouw uit eind 18e eeuw. Het kerkmeubilair is voornamelijk 18e-eeuws. Ook bezit de kerk enkele 16e-eeuwse beelden in gotische stijl.

## Natuur en landschap
Mainvault ligt aan de oostrand van het Pays des Collines met in het noorden de geïsoleerde Mont de Mainvault van 103 meter hoogte. Mainvault ligt op 55 meter hoogte, nabij de Chaussée Brunehaut met ten westen daarvan het park van het Kasteel van La Berlière.

## Demografische ontwikkeling
- Bronnen:NIS, Opm:1831 tot en met 1970=volkstellingen, 1976= inwoneraantal op 31 december

## Nabijgelegen kernen
Bouvignies, Aat, Ligne, Houtaing, Oeudeghien